# Dimethylzinndichlorid
Dimethylzinndichlorid ist eine chemische Verbindung aus der Gruppe der zinnorganischen Verbindungen.

## Gewinnung und Darstellung
Dimethylzinndichlorid kann durch katalytische Umsetzung von Zinn und Methylchlorid in Gegenwart von Trialkylaminen als Katalysator hergestellt werden.
{\displaystyle \mathrm {Sn+\ 2\ H_{3}CCl\ {\xrightarrow[{NR_{3}}]{}}\ \ Cl_{2}Sn(CH_{3})_{2}\ } }
Auch kann Dimethylzinndichlorid in hoher Ausbeute und Selektivität durch Direktsynthese aus flüssigem Zinn und Methylchlorid in einer Natriumtetrachloroaluminat-Salzschmelze bei 280 °C hergestellt werden. Dabei wird die Reaktion durch Zugabe einer katalytischen Menge Zinndichlorid in Gang gesetzt:
Im ersten Schritt reagiert Methylchlorid zunächst mit SnCl2 unter Bildung von Methylzinntrichlorid, welches dann mit Zinn unter SnCl2-Abspaltung zu Methylzinnchlorid reduziert wird. Im nächsten Schritt bildet sich dann aus diesem durch Reaktion mit einem weiteren Molekül Methylchlorid das Dimethylzinndichlorid:
{\displaystyle \mathrm {1.\ \ SnCl_{2}+\ ClCH_{3}\ {\xrightarrow[{NaAlCl_{4}}]{}}\ \ Cl_{3}SnCH_{3}\ } }
{\displaystyle \mathrm {2.\ \ Cl_{3}SnCH_{3}+\ Sn\ {\xrightarrow[{NaAlCl_{4}}]{}}\ \ ClSnCH_{3}\ +\ SnCl_{2}} }
{\displaystyle \mathrm {3.\ \ ClSnCH_{3}+\ ClCH_{3}\ {\xrightarrow[{NaAlCl_{4}}]{}}\ \ Cl_{2}Sn(CH_{3})_{2}} }
Als Bruttogleichung ergibt sich:
{\displaystyle \mathrm {Sn+\ 2\ H_{3}CCl\ {\xrightarrow[{NaAlCl_{4}}]{SnCl_{2}}}\ \ Cl_{2}Sn(CH_{3})_{2}\ } }
Die Selektivität wird dabei durch die Menge der Salzschmelze und der Einleitungsgeschwindigkeit der Methylchlorids beeinflusst. Das in einer Nebenreaktion ebenfalls gebildete Trimethylzinnchlorid reagiert mit Methylzinntrichlorid unter Komproportionierung zum Dimethylzinndichlorid. Bei Abwesenheit von Zinn bleibt die Reaktion entsprechend nach der ersten Stufe, der Bildung von Methylzinntrichlorid, stehen.

## Eigenschaften
Dimethylzinndichlorid ist ein brennbarer feuchtigkeitsempfindlicher weißer Feststoff, der leicht löslich in Wasser ist. Es hat in Benzol ein Dipolmoment von 4,14 Debye.

## Verwendung
Dimethylzinndichlorid wird als Wärmestabilisator in PVC und für die Produktion von Isolierverglasungen mit selektiver Reflexion der Wärmestrahlung verwendet.

## Sicherheitshinweise/Toxizität
Dimethylzinndichlorid ist wie viele andere organische Zinnverbindungen als giftig eingestuft und muss daher mit entsprechender Vorsicht gehandhabt werden. Die toxischen Wirkung zielt insbesondere auf die Nieren und das zentrale Nervensystem, in höherer Dosis auch auf Leber, Nebennieren, Thymus, Milz, Harnblase, Hoden und Nebenhoden.